# GNOME Foundation
GNOME Foundation – organizacja non-profit z siedzibą w Cambridge w Stanach Zjednoczonych, którą założono w 2000 roku. Organizacja ta koordynuje postęp prac nad projektem GNOME.
GNOME Foundation kierowana jest przez radę nadzorczą, która wybierana jest przez członków GNOME Foundation.